# Нишеми
Нишеми (итал. Niscemi) — коммуна в Италии, располагается в регионе Сицилия, подчиняется административному центру Кальтаниссетта.
Население составляет 26 911 человек (на 2004 г.), плотность населения составляет 287 чел./км². Занимает площадь 96 км². Почтовый индекс — 93015. Телефонный код — 0933.
Покровительницей коммуны почитается Пресвятая Богородица (Madonna Santissima del Bosco), празднование 21 мая.